# Убайдуллах Шаші
Насир-ад-дін Убайдуллах ібн Махмуд Шаші, також знаний як Ходжа Ахра́р (1404—1489) — релігійний і державний діяч Мавераннахри. Духовний лідер суфійського тарикату Накшбанді. Шейх, дев'ятнадцятий у золотому ланцюгу наступності шейхів тарикату. У суфізмі шанується як святий під ім'ям Ходжі Ахрара валі.

## Біографія

### Сходження
Народився 806 року хіджри в ніч приречення священного місяця Рамадан (остання декада квітня 1404 року) в кишлаку Багістан в області Шаш Мавераннахри (зараз селище в Бостанлицькому районі Ташкентської області, Узбекистан) у знатній сім'ї. По лінії батька, Ходжі Махмуда, був нащадком вихідця з Багдада Мухаммада Номі аль-Багдаді, арабського вченого, який переїхав до Шаша у X столітті. По материнській лінії був правнуком шейха Ховенді ат-Тахуру, знаного як Шейхантахур, прямому нащадку другого благочестивого халіфа Умара ібн аль-Хаттаба. Народження майбутнього великого шейха передбачив ариф Нізамуддін аль-Хамуш ас-Самарканді, якому було бачення під час медитації.
Містичні історії супроводжували Убайдуллаха з його народження. За переказами, відразу після народження він протягом 40 днів, поки тривав ніфас, не торкався материнських грудей. Сам святий пізніше розповідав, що пам'ятав усі розмови оточення та все, що з ним відбувалося, починаючи з одного року. У дитинстві Убайдуллах був замкнутим, цурався однолітків, не грав у дитячі ігри. Більшу частину часу проводив у мечетях і на мазарах місцевих святих і праведників, старанно вдаючись до молитов і медитації. Після смерті Махмуда Шаші опіку над його сім'єю взяв його брат Ібрагім. Убайдуллах отримав у родині дядька гарну початкову освіту. Коли ж настав час йти в медресе, підліток зовсім втратив інтерес до навчання. «Кожного разу, коли я йду на навчання, я почуваюся хворим» — не раз казав він дядькові Ібрагіму. До вісімнадцяти років юнак остаточно став на шлях суфійського містика. Оточення Убайдуллаха нерідко спостерігало, як під час зікра він впадав у містичний транс прямо посеред шумного базару.
1426 року, коли Убайдуллаху виповнилося 22 роки, дядько відправив його вчитися в найпрестижніший заклад Мавераннахра — медресе Улугбека в Самарканді. Цілком імовірно, що вибираючи для небожа навчальний заклад, який вирізнявся світським характером освіти, Ходжа Ібрагім аш-Шаші намагався відвернути Убайдуллаха від фанатичного проходження обраного шляху. Однак юнак не приділяв належної уваги навчанню. Про цей період свого життя він згодом говорив: «Загалом наше навчання не подолало однієї-двох сторінок». Такий зневажливою оцінкою шейх підкреслював, що його глибокі знання і мудрість не є результатом розуміння світських наук, а послані йому згори. Майже весь свій час Убайдуллах проводив на мазарі Кусама ібн Аббаса. За його словами, саме там до нього з'явилися пророки Магомет й Іса Пайгамбар, які зміцнили його у вірі та наставили на шлях дервіша. Взявши палицю, Убайдуллах вирушив у мандрівку Мавераннахром у пошуках вищого знання, здатного привести його до вершини духовної влади.
В Бухарі Убайдуллах став адептом суфійського ордену Накшбанди, слухав проповіді його шейхів, але, не знайшовши серед них вчителя, пішов до Хорасана. Коли він прибув до Герата, йому вже виповнилося 24 роки. Тут він, нарешті, стає послушником одного з найавторитетніших шейхів тарикату Накшбанді Саїда Касіма ат-Табризі. Близько чотирьох років під його наставництвом Убайдуллах осягав вчення Бахауддіна Накшбанда, повністю зрікшись всього мирського. «Я був сподвижником багатьох суфійських шейхів, — розповідав згодом шейх Убайдуллах про свого вчителя, — але в жодного з них не спостерігав стану вищого, ніж у нього. Все, що я отримав від інших шейхів, — ніщо в порівнянні з тим, що я отримав від нього». Коли навчання було закінчено, шейх Саїд Касім вказав своєму учневі шлях у Гіссарські гори, де жив духовний лідер братства шейх Якуб ібн Осман ібн Махмуд аль-Чархі. Коли Убайдуллах досяг гірського кишлаку Халкату, він був вкрай виснажений і двадцять днів пролежав у гарячці. Місцеві жителі навіть думали, що дервіш помре, але коли він все ж таки постав перед хазратом Якубом, великий шейх відразу визнав у ньому гідного продовжувача справи Бахауддіна Накшбанда. Убайдуллах став його муридом і дуже швидко отримав від Якуба аль-Чархі його знання та досвід, а разом з ними іршад — право самому бути наставником суфіїв, і «силсіла» — спадкоємну святість. Інші муриди шейха Якуба були вражені швидкістю, з якою він передав таємні знання своєму новому послушнику. На їхні запитання старець відповів:
Він досконала людина і нічого не потребує, крім дозволу, дозволу виховувати інших. Аллах дав йому надзвичайно потужну силу. Він має всі умови для того, щоб бути шейхом-наставником. Світильник, гніт та масло приготовлені
— Святині Узбекистану. Стр. 40

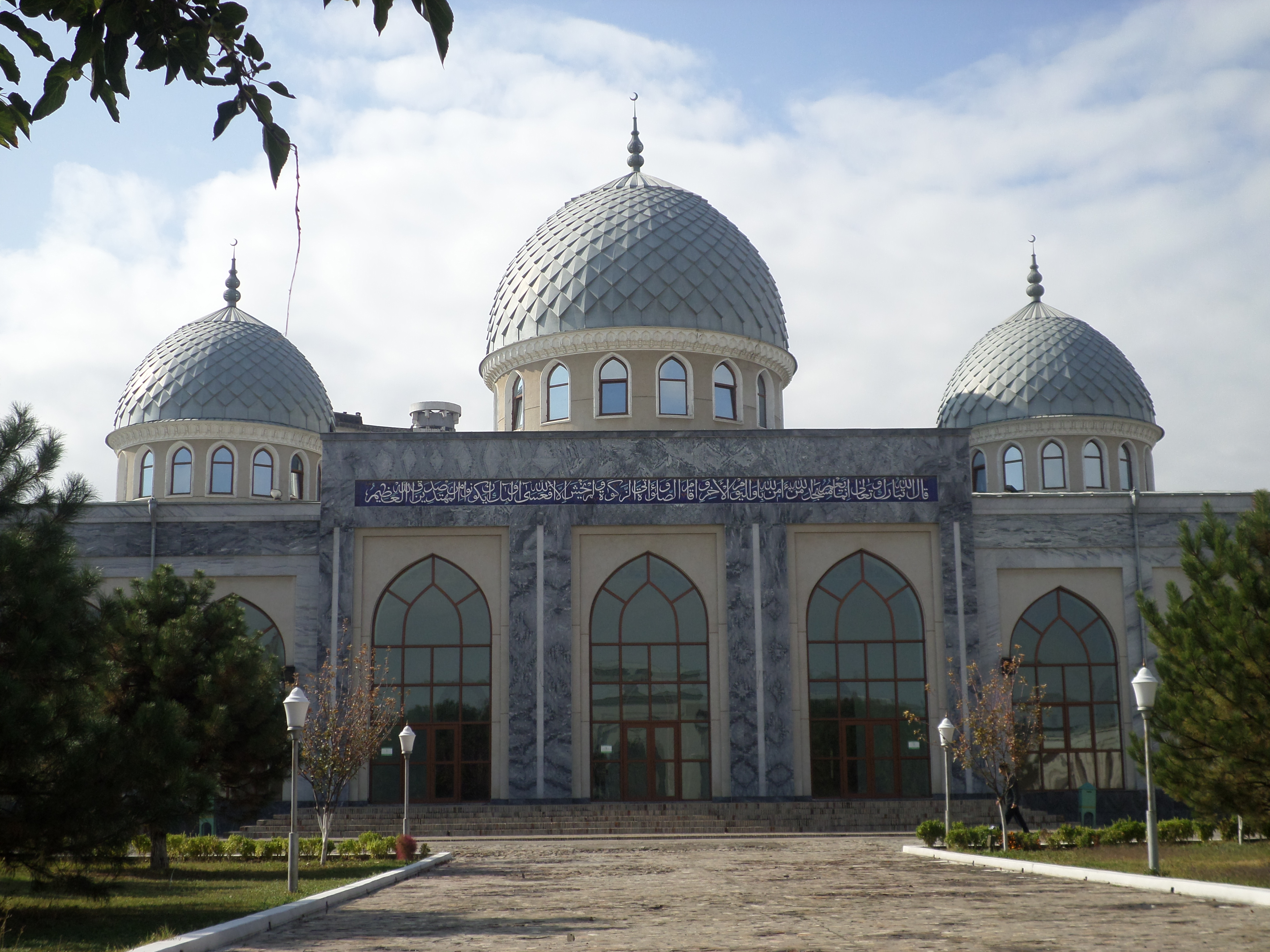
Джума-мечеть Ходжі Ахрара вали в Ташкенті

Отримавши благословення Якуба аль-Чархі, новий шейх ордену Накшбанді ще близько року вдосконалювався в духовних практиках в Гераті під наглядом Саїда Касима ат-Табрізі. 1432 року Убайдуллах повернувся до Шаша й оселився в Ташкенті. Дуже скоро у молодого шейха з'явилися перші муриди. Крім того, в народному середовищі швидко поширилися чутки про високе мистецтво лікування ішан, його дарі передбачення і незвичайній силі його амулетів. На перші підношення Убайдуллах купив акр землі недалеко від Паркента, орендував пару волів у своїх родичів і зайнявся хліборобством. Високі врожаї, удача в торгівлі і підношення нових муридів, серед яких було чимало багатих і впливових людей, зробили шейха одним з найзаможніших землевласників в окрузі. Але багатство не особливо хвилювало Убайдуллаха. Він продовжував вести аскетичний триб, носив скромну, вже кимось ношений одяг, а значну частину свого статку витрачав на благодійність. Коли в кінці 1430-х років в області Шаш через посухи стався неврожай, шейх Убайдуллах відкрив свої комори для голодуючих, а також зі своєї кишені виплатив за розорених дехкане податок у розмірі 300000 динарів. Відтоді за ним міцно закріпилося прізвисько Ходжа Ахрар — Ходжа «присвячений Аллаху». Пізніше до його прізвиська стали додавати і слово «Валі» (провидець).
Популярність шейха Убайдуллаха швидко зростала, і незабаром він став ідейним прапором духовенства Мавераннахра, який виступив проти світського правління Улугбека. У радянській історіографії висловлювалася думка про причетність Ходжі Ахрара до змови проти султана, але жодних доказів цього так і не знайшли. В іншому джерелі причетність Ходжі Ахрара до умертвіння Самаркандського правителя прямо відкидається і підкреслюється, що такі негативні твердження могли зробити недоброзичливці й очорнителі Ходжі Ахрара. Також стверджується, що ні в одному об'ємному літературній і міфологічній спадщині Ходжі Ахрара не згадувалося про його причетність до вбивства і це — плід набагато пізніших вигадок мета яких — дискредитація добра і святості. Улугбека убили в жовтні 1449 року за наказом сина Абди аль-Латіфи, і незабаром після його смерті в Мавераннахрі почалася кривава міжусобна війна. Шейх Убайдуллах прийняв сторону тимурида Абу Саїда, який 1451 року особисто приїжджав до нього за благословенням перед походом на Самарканд. Після перемоги Абу Саїда у феодальній чварі, Ходжа Ахрар був запрошений до двору нового султана і став його радником, а також муршидом його синів. Перед від'їздом в Самарканд шейх Убайдуллах побудував для жителів Ташкента соборну мечеть біля ринку Чорсу, а також заснував невелику медресе в махаллі Гульбазар.

### Духовний лідер Мавераннахра
З приходом до влади Ходжі Ахрара епоха просвітництва в Мавераннахрі змінилася релігійним фанатизмом. Всі явища, визнані нешаріатськими, люто викорінювалися з суспільного життя. Посилилась роль духовенства в державному управлінні, активно насаджувався ханафійський мазгаб у судочинстві. Значної шкоди було завдано як світській освіті, так і науці в цілому. Багато вчених змушені були покинути Мавераннахр, і з їхнім відходом Самарканд втратив статус передового центру науки і літератури. Водночас радикальні зміни всередині самого ордена чеканників мали і прогресивний вплив на розвиток регіону. Шейх Убайдуллах проголосив новий курс для послідовників суфізму — активну участь у суспільному житті та державному управлінні. Пустельництво і життя на милостиню оголошувалися неприйнятними для членів братства. Своїх послідовників шейх закликав, щоб вони шукали Бога в мирських справах — ремеслах, громадській діяльності, веденні господарства, благодійності, просвітництві, а не демонстрували благочестя через відлюдництво і мандри дервішів. Ходжа Ахрар вважав, що мета суфія полягає не в тому, щоб врятувати власну душу, а в тому, щоб врятувати душі всього світу, а для цього потрібно мати багатство і владу і використовувати їх для досягнення мети. Але при цьому шейх завжди уточнював, що «до влади над світом повинен прагнути лише той, кого вже світ як світ приваблювати не може, той, який досяг ступеня байдужності і досконалої байдужості щодо цінності і принад світу». Попри те, що Ходжа Ахрар займався землеробством, скотарством і торгівлею, але сенсом його життя завжди було служіння Богу. Шейх будував багато храмів — мечетей і медресе у священних містах — Самарканді, Бухарі, Гераті, Кабулі й інших. Однією з головних завдань ордена Накшбанді духовний лідер Мавераннахра вважав заступництво за бідних і знедолених, турботу про людей праці, бо «до нас шейхи не зверталися до світів і падишахам з приводу справ простого народу». 1460 року шейх Убайдуллах домігся скасування тамги — кабального податку, що стягувався з населення ще з часів монгольського панування, і помітного пом'якшення існувала в державі Тимуридів чагатайської системи покарань. Велика також особиста заслуга в припиненні міжусобних воєн, що спустошували країну і розоряли населення. Все це позитивно позначилося на розвитку ремесел і сільського господарства в Мавераннахрі, сприяло ослабленню феодального гніту.
Одним із прикладів є запобігання Ходжі Ахраром кровопролитної війни між трьома суміжними середньоазійськими державами, коли численні війська супротивників (як свідчать історики, понад 200 тисяч осіб) вже стояли під Ходжентом, готові вступити в бій. Після втручання Ходжі Ахрара правителі держав: самаркандський — Ахмад-Мірза, ферганський — Умар Шейх і ташкентський — Махмуд-Султан помирилися, і зі сльозами каяття просили один в одного вибачення.
Після загибелі Абу Саїда 1469 року престол успадкував його син Ахмед. Новий правитель був більш схильний до розпусти, ніж до державних справ, і вся повнота влади зосередилася в руках його муршида Ходжі Ахрара. Шейх Убайдуллах зумів об'єднати під своєю владою більшість розрізнених суфійських громад і створив під Самаркандом великий духовний центр із великим штатом чиновників. Він впливав на управління державою, поширивши свій вплив далеко за його межі. Сучасник духовного лідера тарикату Накшбанді поет і філософ Алішер Навої у своїй книзі «Насаїм ал-мухаббат мін шамаїль аль-футувват» (Подих кохання) відзначав:
В наступні часи він знайшов дивовижний вплив на держави і невимовну близькість до володарів і королів. Власники Мавераннахра вважали себе його муридами та сподвижниками, але й багато повелителів від Єгипту до Китаю та Індії вважали себе сподвижниками Ходжі та його підданими.

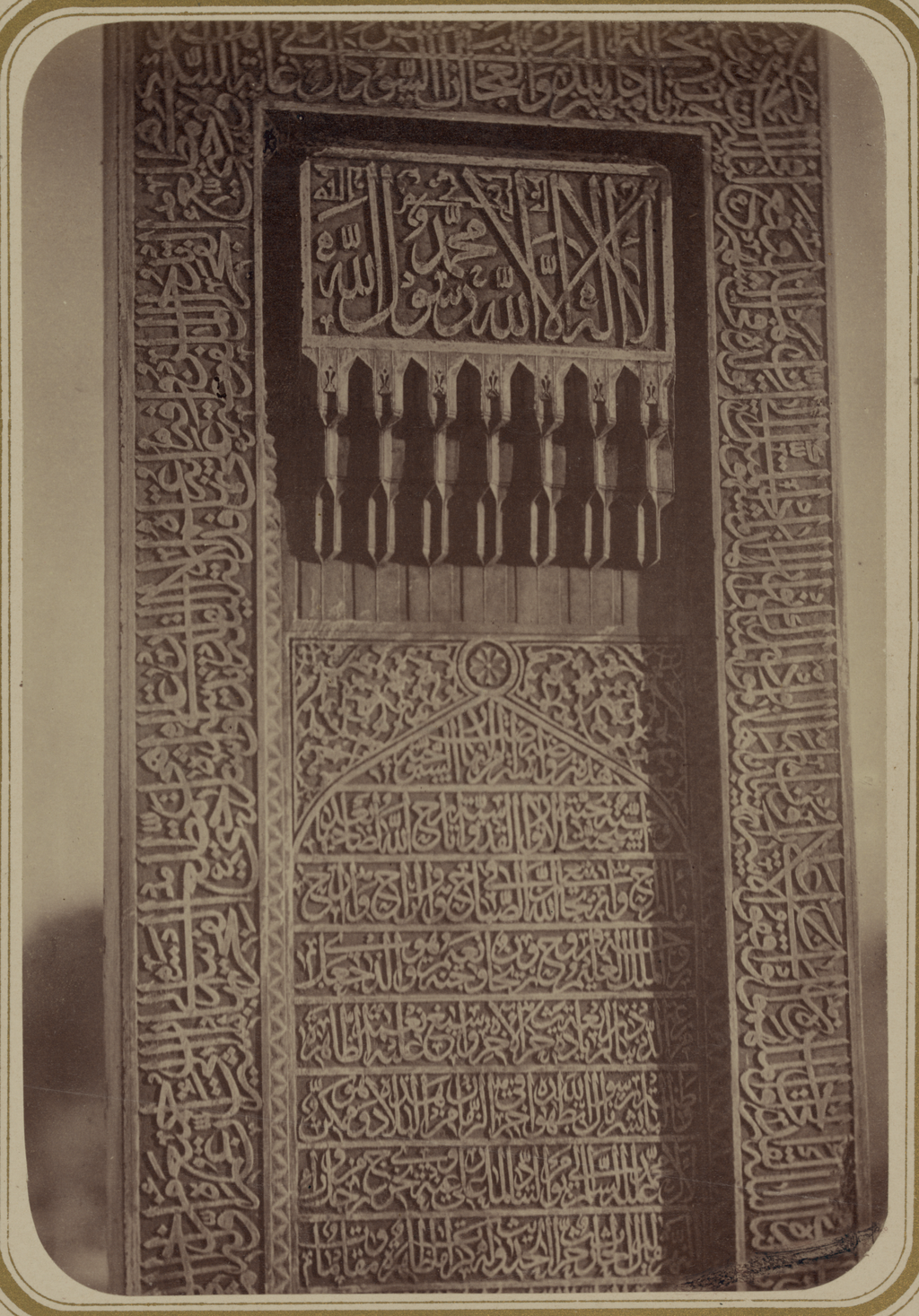
Епітафія на надгробній стелі Ходжі Ахрара

Примітно також, що Ходжа Ахрар отримав у володіння оригінал корану Усмана, який раніше належав панівній династії Мавераннахра. До кінця життя Убайдуллах став одним з найбагатших людей у Середній Азії. Тільки під Самаркандом та Карші у його власності перебувало 63 тисячі гектарів землі. Отари, що належали йому, налічували більше як мільйон овець, а кількість коней і верблюдів обчислювалася кількома тисячами. При цьому Ходжа Ахрар жив дуже скромно і значну частину своїх доходів витрачав на благодійність, а також на будівництво мечетей, медресе та суфійських гуртожитків у всій країні. Водночас відома легенда про жадібність найбагатшого шейха: у Ташкенті говорили, що на торгівлі його тканинами підбирали нитки, що випадали при відрізі матерії, і міське медресе побудували на виторг від перепродажу цих ниток.
Ходжа Ахрар залишив по собі значну літературну спадщину. З десятка приписуваних йому творів два безумовно ннаписав він і ще два («Факарат ал'-арифії» («Параграфи, хто пізнав») і «Малфузат») є збірками його висловів й афоризмів, складені учнями. Перший і найзначніший з трактатів Ходжі Ахрара, «Рісалаї Валідія» («Батьківське послання»), присвячений проблемам пізнання Аллаха й особливостям ордена Хаджаган. Він складається з 243 бейтів, написаних метром рамалі Мусаддасі Махфуз. Трактат був добре відомий не лише в арабському світі, а й серед тюркомовного населення завдяки перекладу Бабура. Друга праця «Рісалаї Хаурає» («Послання про гурії») присвячена дослідженню священного рубаї одного зі стовпів суфізму шейха Абусаїда Фазлуллаха Абулхайра Махнаї.
Помер 895 року хіджри (1489 рік за григоріанським календарем) у своєму заміському маєтку Камангаран за одними даними в ніч проти 13 числа місяця Рабі аль-авваль (з 22 на 23 лютого), за іншим даним у ніч проти 25 числа місяця рабі-ас-сані (з 5 на 6 квітня 1489 року). Проводити святого в останню путь прийшли майже всі жителі Самарканда, зокрема султан Ахмед, який ніс труну з тілом вчителя на своїх плечах до місця його упокою. Похований на території побудованого ним суфійського центру у селищі Кафшир на південь від Самарканда. «Сілсіла» він передав своєму муриду Мухаммаду аз-Західу аль-Каді ас-Самарканді.

## Пам'ять
- Ім'ям Ходжі Ахрара названа вулиця в Самарканді та Джума-мечеть в Ташкенті.
- Дослідники Дж. Гросс та А. Урунбаєв опублікуввали листи Ходжа Ахрара.